# Bernhard VII van Anhalt
Bernhard VII (Dessau, 17 maart 1540 - aldaar, 1 maart 1570) was van 1551 tot 1562 samen met zijn broers Karel en Joachim Ernst vorst van Anhalt-Zerbst. In 1562 erfden hij en Joachim Ernst Anhalt-Köthen van hun oudoom Wolfgang, waardoor ze heel Anhalt verenigden. Bernhard VII stamde uit de linie Anhalt-Dessau, een zijtak van de dynastie der Ascaniërs.

## Biografie
Bernhard VII was de jongste zoon van Johan IV van Anhalt en Margareta van Brandenburg, een dochter van keurvorst Joachim I Nestor van Brandenburg. Toen zijn vader in 1551 overleed erfden Bernhard en zijn twee oudere broers Karel en Joachim Ernst het vorstendom Anhalt-Zerbst. Omdat de broers nog minderjarig waren bij het overlijden van hun vader traden hun ooms George III en Joachim tot 1556 als regenten op.

## Huwelijk
Op 18 mei 1565 trouwde Bernhard in Dessau met Clara, een dochter van hertog Frans van Brunswijk-Lüneburg. Ze kregen een zoon, Frans George, die echter al na een jaar overleed. Na Bernhards dood in 1572 hertrouwde Clara met hertog Bogislaw XIII van Pommeren, met wie ze elf kinderen kreeg.

## Titels
Bernhard VII voerde de volgende titels:
- Vorst van Anhalt
- Graaf van Ascanië
- Heer van Zerbst en Bernburg